# Knute Hansen
Knute Hansen (født Knud Hansen (6. december 1903 i Hellerup - 1. maj 1984 i New York, USA) var en dansk-amerikansk professionel bokser i sværvægtsklassen, som boksede i perioden 1922-1932, hvor han i en periode var blandt de førende sværvægtere i verden.

## Opvækst og professionel debut
Knud Hansen blev født i Hellerup, men flyttede som 8-årig til USA, hvor han bosatte sig i Racine i
Wisconsin. I forbindelsen med flytningen til USA skiftede han "Knud" ud med "Knute". Efter afsluttet High school debuterede han som professionel bokser i en alder af 18 år, da han den 2. marts 1922 i Milwaukee boksede mod en anden debutant, Jack Miller, der efter pressens opfattelse blev besejret efter 4 omganges boksning. Den lokale avis Milwaukee Journal skrev begejstret, at Knute Hansen nedstammede direkte fra en fortidig viking.  Knute Hansen var en efter datidens forhold kæmpestor bokser. Han målte 6'4" (ca. 1,93 m) og havde en rækkevidde på 84" (2,13 m), hvilket var en tomme mere end datidens kæmpe, ex-verdensmesteren "The Pottawatomie Giant" Jess Willard. Han boksede yderligere et par kampe med succes, hvorefter han efter råd fra den lokale bokseautoritet Tom Andrews skrev kontrakt med de erfarne boksemanagere Joe Woodman og George Lawrence i datidens nye boksemekka, New York City. Woodman havde bl.a. været manager for Sam Langford, og de to managere havde et betydeligt netværk. De to managere så potentiale i den store bokser, og allerede den 5. august 1922 debuterede Knute Hansen i New York, da han slog sin modstander ud i første omgang.

## Tiden i Sydamerika og Asien
Samarbejdet mellem Knute Hansen og de to managere forløb imidlertid ikke gnidningsløst. De nye managere ønskede at bygge den unge sværvægter langsomt op til en titelkamp, men Knute Hansen var ikke enig. Professionel boksning havde kort forinden været forbudt og New York State Athletic Commission tillod ikke boksere under 21 år at bokse mere end seks omgange, hvilket Hansen havde svært ved at acceptere. Knute Hansen lod sig derfor hyre som sømand og drog sammen med den australasiatiske sværvægtsmester Jim Tracy til Buenos Aires, hvor Tracy skulle møde den argentinske stjerne Luis Firpo. Hansen fungerede som sparringpartner for Tracy og boksede flere opvisningskampe i Argentina med ham samt en enkelt officiel kamp, der blev vundet af Hansen.
Knute Hansen sejlede herefter i Asien, og boksede en række kampe i den gang forholdsvis eksotiske destinationer som Shanghai, Saigon og Manilla. Det lykkedes også Knute Hansen at blive anholdt i Shanghai for væbnet røveri, men dette fik tilsyneladende ikke konsekvenser for boksekarrieren.
I marts 1925 var Knute Hansen i Paris og under dette besøg boksede han for første gang i Europa. Hansen mødte en anden amerikaner i Paris, Jack Taylor, og tabte for første gang i karrieren, da han blev diskvalificeret i 6 omgang. Seks uger efter kampen mod Knute Hansen besejrede Taylor den kommende verdensmester i sværvægt Max Schmeling. Efter kampen mod Taylor vendte Knute Hansen tilbage til USA.

## Tilbage i USA
Knute Hansen havde været væk fra USA i tre år, men i november 1925 boksede Hansen igen i USA, da han i Hollywood pointbesejrede Benny Touchstone. Herefter fulgte en knockoutsejr i Boston, og i august 1926 debuterede Knute Hansen i Tex Rickards nyåbnede Madison Square Garden, hvor Hansen slog sin modstander ud. Med en stribe sejre bag sig, alene skæmmet af et enkelt nederlag på diskvalifikation, var Knute Hansen klar til karrierens største udfordring, en kamp i Madison Square Garden mod chileneren Quintin Romero Rojas, der året forinden havde besejret de stærke boksere Jack Sharkey, Johnny Risko og John Renault samt opnået titel af sydamerikansk mester. Rojas var i 1924 nr. 5 på boksemagasinet The Rings verdensrangliste men havde dog i 1925 tabt en række kampe til stærke boksere. Knute Hansen vandt kampen på knockout i kampens tredje omgang. Ring Magazine skrev begejstret om Hansen, at han så ud til at være den bedste af de udenlandske sværvægtsboksere og overså, at Hansen var amerikansk statsborger og baseret i Wisconsin.
Næste kamp mod tyskeren Franz Diener blev dog tabt på point efter at Hansen havde haft den tyske mester i gulvet i første omgang, men Hansen gik i stå i kampen og virkede uinteresseret. En efterfølgende match mod den ubesejrede Monto Munn blev vundet.
Tex Rickard arrangerede herefter en kamp mellem Knute Hansen og baskeren Paulino Uzcudun, der på daværende tidspunkt lå højt på verdensranglisterne. Kampen indgik i Rickards eliminationsturnering, der skulle finde en VM-udfordrer til verdensmesteren Gene Tunney, der kort forinden havde taget titlen fra Jack Dempsey. Knute Hansen blev af de fleste anset som favorit til at vinde kampen, da Uzcudun af mange blev anset for værende en alt for primitiv bokser til at kunne besejre Knute Hansen. Enkelte aviser påpegede dog, at det mere var et udtryk for den manglende kvalitet i sværvægtsklassen, at en kamp mellem Hansen og Uzcudun kunne skaffe vinderen en kamp om VM-titlen. Kampen mellem Hansen og Uzcudun blev afviklet i Madison Square Garden den 25. februar 1927, og blev en kedelig affære, der blev vundet af Uzcudun på point. Pressen var hård ved Knute Hansen efter nederlaget, og han blev afskrevet som en seriøs udfordrer til VM-titlen. Pressen var enig om, at Knute Hansen havde evnerne, men at han for hurtigt tabte motivationen, og ikke gjorde nok i kampene, hvis modstanderen var vanskelig.
Tex Rickard fortsatte med at arrangere kampe for at finde en VM-udfordrer, og havde trukket englænderen Phil Scott ind i turneringen. Phil Scott havde vundet det britisk imperiale mesterskab over Tom Heeney og var endvidere britisk mester og europamester i sværvægt, men havde ikke tidligere bokset i USA. Da Scotts modstander meldte afbud, lod Rickard Knute Hansen få chance mod englænderen. Efter Hansens tvivlsomme optræden mod Uzcudun forventede de fleste, at Scott ville få en let debut i Madison Square Garden. Kampen blev afviklet den 4. november 1927, og publikum blev vidne til en overraskelse, da Knute Hansen sendte Scott i gulvet syv gange i første omgang, før end briten bevidstløs måtte trækkes ud af ringen.
Sejren revitaliserede Knute Hansens karriere. Da Gene Tunney kort efter i juli 1928 trak sig ubesejret tilbage udtalte Rickards, at Knute Hansen var den bedste udfordrer og favorit til at vinde mesterskabet og erklærede, at de øvrige udfordrere var bange for at møde ham. Tex Rickard oplyste, at han forventede at matche Knute Hansen mod Jack Sharkey, der generelt ansås som en af de stærkeste udfordrede til titlen.
Efter hjemkomsten fra Asien havde Knute Hansen bokset ved Rickards stævner, og han havde kontrakt med en gruppe velhavende børsmagnater, der tillige var medejere af Madison Square Garden. Knute Hansens succes var imidlertid også blevet noteret af de to boksemanagere Joe Woodman og George Lawrence, som Hansen før sin Asien-turné havde indgået kontrakt med. Dette udløste omkring 1927/28 juridiske slagsmål, og Knute Hansen forlod derfor for en tid USA efter sejren over Phil Scott. Hans første kamp uden for USA fandt sted i Forum i København, hvor boksepromotor Valdemar Christiansen arrangerede et stævne med Knute Hansen og Knud Larsen som hovedattraktioner. Ved stævnet den 25. marts 1928 blev Hansen matchet mod den italienske mester Riccardo Bertazzolo, som Hansen besejrede på point. Knute Hansen var på daværende tidspunkt rangeret blandt de 5 bedste sværvægtere i verden, og af mange anset som den næste verdensmester i sværvægt.
Efter afstikkeren til Danmark drog Knute Hansen tilbage til USA, hvor han blev den 4. december 1928 matchet mod en lokal bokser i Cleveland, Ohio ved navn KO Christner. 33-årige KO Christner havde ganske vist en lang række knockoutsejre på rekordlisten, men han havde aldrig bokset mod andet end lokale modstandere af tvivlsom kvalitet, og havde efter eget udsagn ikke tidligere taget sporten seriøst. Knute Hansen tabte imidlertid kampen mod KO Christer, da han sensationelt blev slået ud i 8 omgang af kampen. Nederlaget betød enden på Knute Hansens drømme om en VM-kamp og en tilbagevenden til Madison Square Garden.

## Slutningen på karrieren
Efter nederlaget til KO Christer tog Knute Hansen tilbage til Paris, hvor han blev matchet mod Maurice Griselle, der med blot fem kampe bag sig burde være en overkommelig opgave for Hansen. Hansen tabte imidlertid på point til sin urutinerede modstander. Tilbage i USA blev næste kamp mod en Roy Clark med kun fire sejre i 16 kampe dog vundet, men herefter tabte Hansen fem på stribe mod en række modstandere af tvivlsom kvalitet, der blot få år inden ikke ville have givet ham problemer.
I februar 1931 boksede Hansen mod den udmærkede portugiser Jose Santa i Chicago, og nåede et nyt lavpunkt, da han i anden omgang smed sig uden at være blevet ramt. Kampen blev dog scoret som en "No Contest". Bokserne fik tilbageholdt deres betaling for kampen, og Hansens tidligere manager Joe Woodman opfordrede offentligt Hansen til at opgive karrieren.
På trods af de manglende resultater blev Knute Hansen nu matchet mod italieneren Primo Carnera, der var ved at bygge sin karriere op i USA. Kampen blev afviklet den 24. juli 1931 i New York. Knute Hansen led et spektakulært nederlag, da han blev stoppet i første omgang efter at have været i gulvet fire gange mod Carnera.
Kun en uge efter knockouten mod Carnera blev Hansen atter slået ud, denne gang i anden omgang i Los Angeles, hvorefter Hansen tog til Paris igen. Han boksede én kamp yderligere, da han i sin sidste kamp den 17. oktober 1932 tabte på point til franskmanden Lucien Delleau, der et par år inden i København havde tabt sin debutkamp til Hans Holdt. Knute Hansen opgav herefter endegyldigt karrieren.
Han boede i Paris i en årrække, hvor han malede som kunstmaler.

## Eksterne links
- Profil på Boxrec
- Rekordliste på Boxrec
- Knute Hansen tries to make comeback, Appleton Post Crescent, January 12, 1929